# Охотники на троллей
«Охо́тники на тро́ллей» (норв. Trolljegeren) — норвежский псевдодокументальный приключенческий фильм, герои которого неоднократно встречаются с троллями в горах и лесах Норвегии.

## Сюжет
Группа из трёх студентов, так называемые «Крутяки», снимает документальный фильм о загадочных убийствах медведей в норвежских лесах. В браконьерстве подозревают человека по имени Ганс, который ведёт уединённый образ жизни и перемещается на трейлере. Когда студенты пытаются взять у него интервью, он отвечает неохотно и прогоняет ребят прочь, но они продолжают ходить за ним следом. Поехав за Гансом ночью в лес, студенты слышат ужасный рёв и встречают Ганса, который бежит назад к своей машине с криком «Тролль!».
Они садятся в машину Ганса и позже видят, что их машина перевёрнута, а шины исчезли. Ганс рассказывает, что он является единственным в стране охотником за троллями и убивает тех троллей, которые выходят за пределы своей территории. Он даёт разрешение присоединиться к его охоте и снимать на камеру при условии, если студенты будут чётко выполнять его приказы.
Следующей ночью охотники выманивают из леса огромного трёхголового тролля, которого Ганс облучает специальным прожектором, в результате чего тролль превращается в камень, который Ганс взрывает. Коллега Ганса, представитель правительственной компании, привозит на это место труп медведя, чтобы все думали, что в пропаже туристов и краже скота в этой местности был виноват медведь.
Через несколько дней студенты снимают ещё одну расправу над троллем, приманкой которому послужили овцы на мосту. Затем группа переезжает в другое место и нападает на след целой стаи троллей, живущих в пещере. Тролли обнаруживают людей и преследуют их, в результате чего погибает оператор, однако остальные (с камерой) спасаются и приглашают нового оператора.
Ганс и студенты едут в горы, где должен находиться самый огромный тролль. Ранее Гансу удалось взять образец крови у тролля на мосту, и ему сообщают, что тот тролль был заражён бешенством. Ганс считает, что именно последний огромный тролль и был виновником заражения остальных троллей. Приготовив большой прожектор, Ганс встречает 61-метрового тролля(Йотнар) и светит на него, однако тролль выдерживает свет и лишь ослабевает после чего прожектор тухнет 
Ганс и студенты на машине заставляют тролля гнаться за ними, выматывая его. Наконец, Ганс добивает уже еле живого тролля, который превращается в камень и рассыпается. Ганс уходит в горы. Появляются правительственные машины. Студенты бегут от них, на этом съёмка прекращается.
В начале и конце фильма сообщается, что остался лишь один живой оператор, однако их записи были найдены и признаны подлинными.

## В ролях
- Отто Есперсен — Ганс
- Ганс Мортен Хансен — Финн
- Гленн Эрланд Тостеруд — Томас
- Томас Альф Ларсен — Калле
- Джоанна Морк — Иоанна

## Дополнительные факты
- В конце финальных титров звучит композиция «В пещере у горного короля» из сюиты Эдварда Грига «Пер Гюнт».
- Титры заканчиваются словами: «При съёмках фильма ни один тролль не пострадал».

## Реакция
Фильм получил в основном положительные отзывы кинокритиков. На Rotten Tomatoes положительные обзоры написали 82 % критиков, средний рейтинг составляет 6,6 из 10. На Metacritic фильм получил 61 балл из 100 на основе 25 рецензий. Положительными оказались и реакции российских критиков:

Неторопливый, как воды Хардангерфьорда, величественный, словно плавающие в облаках вершины Кьёлена, неожиданный, как сама Лестница троллей, этот фильм завораживает и очаровывает. Казалось бы, что нового в том, что студенты-двоечники вдруг решили снять собственный фильм о браконьерах и охотниках, из чего в итоге вышла чудесная картина, которую сами студенты, по традиции, уже не увидели? Ан нет, Андре Овредал доказал, что может удивлять и буквально гипнотизировать.

## Ремейк
В 2011 году было объявлено, что американская кинокомпания Криса Коламбуса приобрела права на ремейк картины. Проект не был осуществлён.